# Цеголко, Святослав Петрович
Святосла́в Петро́вич Цего́лко (укр. Святослав Петрович Цеголко; род. 30 апреля 1979, Бурштын, Ивано-Франковская область) — украинский тележурналист, телеведущий. Пресс-секретарь президента Украины Петра Порошенко (10 июня 2014 — 17 мая 2019).

## Биография
Окончил факультет журналистики Львовского университета им. Ивана Франко и Киевский национальный университет им. Тараса Шевченко по специальности международное право. Признан лучшим репортёром «Оранжевой революции» (премия «Телетриумф»). В 2008 году стал лауреатом премии «Журналист года в области электронных СМИ». Заслуженный журналист Украины.
Сразу после окончания Львовской гуманитарной гимназии начал работать журналистом газеты «Вместе». С 1999 года был редактором международных и национальных новостей на радио «Люкс ФМ». На телевидении с 2001 года — был репортёром и соавтором программы «Спецрепортер» на «Новом канале».
С 2004 года работает на «5 канале». Автор ряда документальных фильмов, в частности «Украинская революция за полшага до крови» и «Украинская независимость», а также эксклюзивных интервью с президентами Украины, Грузии, Латвии, Литвы и высокопоставленными чиновниками из США, Великобритании, Франции и Польши. В 2007 году был ведущим теледебатов перед досрочными парламентскими выборами.
Побывал в нескольких «горячих точках». Одним из первых освещал начало революции в Кыргызстане и резню в узбекском Андижане.
1 ноября 2018 года были введены российские санкции против 322 граждан Украины, включая Святослава Цеголко.
После окончания президентства Петра Порошенко вместе с Олегом Медведевым и Владимиром Горковенко входил в медийный штаб партии «Европейская солидарность».

## Скандалы
15 февраля 2015 года Администрация президента Украины ненадлежащим образом уведомила часть коммерческих телевизионных каналов о предстоящем заявлении Петра Порошенко о прекращении огня в Донбассе. Представители каналов Виктора Пинчука и Игоря Коломойского заявили, что у них не было технической возможности вести трансляцию, а в создавшейся ситуации журналисты обвинили Святослава Цеголко и министра информации Юрия Стеця.
11 января 2016 года Цеголко опубликовал в своём «Твиттере» карту с расположением филиалов компании Sumitomo Electric Bordnetze. На предприятие этой группы «Борднетце-Украина» (Тернополь) с визитом приехал Пётр Порошенко. На карте территория Крымского полуострова была отделена от территории Украины, то есть подтверждалось признание Крыма частью России.
В ноябре 2016 года Святослав Цеголко обвинил МИД Кыргызстана в работе на спецслужбы России. По мнению Цеголко, киргизское ведомство способствовало разговору президента Петра Порошенко с пранкерами Вованом и Лексусом. Пранкеры связались с Порошенко от имени президента Кыргызстана Алмазбека Атамбаева и провели 40-минутный разговор. Цеголко добавил, что «за этим стоят никакие не „пранкеры“, а российские спецслужбы, которые ведут гибридную войну против Украины».

## Семья
Отец, Пётр Павлович Цеголко, по состоянию на конец 2016 года работал представителем Национального совета Украины по вопросам телевидения и радиовещания во Львовской области.

## Награды
2 декабря 2016 года награждён Петром Порошенко Орденом «За заслуги» III степени по случаю 25-й годовщины референдума о независимости Украины. 4 мая 2019 года повторно получил данную награду.